# Непомук (Плзењ-југ)
Непомук (чеш. Nepomuk) град је у Чешкој Републици. Град се налази у управној јединици Плзењски крај, у оквиру којег припада округу Плзењ-југ.

## Становништво
Према подацима о броју становника из 2014. године град је имао 3.818 становника.

## Партнерски градови
- Омиш
- Аникшчај
- Хуквалди
- Кемнат
- Крупина
- Roermond
- Висла (град)